# Evelin Schröck
Evelin Schröck (* 17. Oktober 1961 in Dresden) ist eine deutsche Professorin für Humangenetik. Ihre Hauptforschungsgebiete sind die Tumorgenetik und Molekulare Cytogenetik.

## Biografie
Evelin Schröck legte 1980 das Abitur ab und studierte anschließend Medizin an der Humboldt-Universität Berlin. 1986 bestand sie das Staatsexamen und erhielt die ärztliche Approbation. Ab 1987 war sie Assistentin am Institut für Klinische Genetik der Humboldt-Universität und erhielt 1991 ihre Anerkennung als Fachärztin für Humangenetik. Von 1991 bis 1994 war Schröck Forschungsassistentin an der Sektion Molekulare Cytogenetik der Universität Heidelberg. 1992 wurde Schröck promoviert. Von 1994 bis 1998 arbeitete sie am National Human Genome Research Institute in Bethesda (Maryland), USA. 1999 habilitierte sich Schröck mit einer Arbeit über das Thema Spektrale Karyotypisierung und vergleichende genomische Hybridisierung – neue Methoden zur umfassenden Analyse chromosomaler Aberrationen in der klinisch-genetischen Diagnostik und Tumorgenetik.
Im gleichen Jahr übernahm Schröck die Forschungsleitung auf dem Gebiet der Tumorgenetik und Molekularen Cytogenetik am Institut für Molekulare Biotechnologie der Universität Jena. 2001 wechselte sie an das Institut für Medizinische Genetik der Humboldt-Universität, wo sie die Leitung des Arbeitsbereiches Tumorcytogentische Diagnostik übernahm. 2003 wurde Schröck zur C4-Professorin an der Medizinischen Fakultät der TU Dresden ernannt und übernahm auch die Leitung des Instituts für Klinische Genetik. Seit 2013 ist sie auch Direktorin am NCT (Nationales Centrum für Tumorerkrankungen) Dresden.

## Publikationen (Auswahl)
- mit P. Horak et al.: Comprehensive genomic characterization of gene therapy-induced T-cell acute lymphoblastic leukemia. In: Leukemia. 34/30. 2020, S. 2785–2789.
- mit S. Walsh et al.: Novel dominant-negative NR2F1 frameshift mutation and a phenotypic expansion of the Bosch-Boonstra-Schaaf optic atrophy syndrome. In: European Journal of Medical Genetics. 34/10. 2020, S. 104019.
- mit M. Seifert et al.: Molecular Characterization of Astrocytoma Progression Towards Secondary Glioblastomas Utilizing Patient-Matched Tumor Pairs. In: Cancers (Basel). 34/10. 2020, S. 1696.
- mit A. K. Berger et al.: Metastatic adult pancreatoblastoma: Multimodal treatment and molecular characterization of a very rare disease. In: Pancreatology. 20/3. 2020, S. 425–432.
- mit J. Biedermann et al.: Mutant IDH1 Differently Affects Redox State and Metabolism in Glial Cells of Normal and Tumor Origin. In: Cancers (Basel). 11/12. 2019, S. 2028.
- mit S. W. Poser et al.: Mutant IDH1 Differently Affects Redox State and Metabolism in Glial Cells of Normal and Tumor Origin. In: FASEB J. 33/8. 2019, S. 9235–9249.
- mit S. Schubert et al.: The identification of pathogenic variants in BRCA1/2 negative, high risk, hereditary breast and/or ovarian cancer patients: High frequency of FANCM pathogenic variants. In: Intern. Journal Cancer. 144/1. 2019, S. 2683–2694.